# Chres (Me Sang)
Chres es una comuna (khum) del distrito de Me Sang, en la provincia de Prey Veng, Camboya. En marzo de 2008 tenía una población estimada de 12 882 habitantes.
Se encuentra ubicada al sur del país, a escasa distancia de los ríos Mekong y Bassac, y de la frontera con Vietnam.